# James Reilly (astronauta)
James Francis Reilly II (ur. 18 marca 1954 w wojskowej bazie lotniczej Mountain Home Air Force Base w stanie Idaho) – amerykański astronauta, doktor geologii.

## Wykształcenie i praca zawodowa
- 1972 – ukończył szkołę średnią (Lake Highlands High School) w Dallas w Teksasie.
- 1977 – uzyskał licencjat z zakresu geologii na University of Texas at Dallas.
- 1977–1978 – uczestniczył w ekspedycji naukowej na Ziemi Marii Byrd na Antarktydzie Zachodniej.
- 1979 – był zatrudniony jako geolog w Santa Fe Minerals Inc. w Dallas.
- 1980–1994 – do momentu przyjęcia do NASA pracował w Enserch Exploration Inc. w Dallas, zajmując się m.in. poszukiwaniem złóż gazu i ropy naftowej. Pracą zawodową łączył z uczestnictwem w prowadzonych przez Instytut Oceanograficzny Harbor Branch (Harbor Branch Oceanographic Institution) oraz Marynarkę Wojenną Stanów Zjednoczonych podmorskich badaniach technologiczno-biologicznych. W ich ramach spędził w batyskafach niemal 22 dni.
- 1987 – uzyskał magisterium w dziedzinie geologii na University of Texas at Dallas.
- 1995 – na tej samej uczelni uzyskał stopień doktora nauk o Ziemi.
- 2008 – podjął pracę w firmie Photo Stencil Corporation w Colorado Springs, obejmując stanowisko wiceprezesa ds. badań i rozwoju.
- Styczeń 2010 – został dziekanem School of Science and Technology należącej do internetowego Systemu Amerykańskiego Uniwersytetu Publicznego (American Public University System).

## Kariera astronauty
- 8 grudnia 1994 – zakwalifikował się do 15. grupy astronautów NASA, liczącej 23 osoby.
- 1996 – w maju zakończył dwuletnie szkolenie podstawowe i uzyskał kwalifikacje specjalisty misji. Następnie został skierowany do działu informatycznego (Computer Support Branch) w Biurze Astronautów NASA.
- Czerwiec 1997 – otrzymał nominację na specjalistę misji lotu oznaczonego pierwotnie jako STS-100, a przemianowanego później na STS-104.
- Styczeń 1998 – uczestniczył w wyprawie STS-89 jako specjalista misji.
- Lipiec 2001 – w tym samym charakterze wziął udział w misji STS-104 wahadłowca Atlantis.
- 15 sierpnia 2002 – wyznaczono go do udziału w misji STS-117, która miała się odbyć we wrześniu 2003. Jednakże po katastrofie promu Columbia plan lotów został gruntownie zmieniony i wyprawę przeniesiono na 2007.
- Czerwiec 2007 – jako specjalista misji uczestniczył w wyprawie STS-104 wahadłowca Atlantis.
- Maj 2008 – zakończył pracę w NASA.

## Loty kosmiczne
STS-89 (Endeavour F-12)
23 stycznia 1998 po raz pierwszy znalazł się w kosmosie. Był specjalistą misji (MS-1) podczas wyprawy STS-89 wahadłowca Endeavour. W załodze promu znajdowali się także: Terrence W. Wilcutt (dowódca misji), Joe F. Edwards, Jr. (pilot wahadłowca), Michael P. Anderson (specjalista misji – MS-2), Bonnie J. Dunbar (MS-3), Saliżan Szaripow (MS-4) i Andy Thomas (MS-5). Podczas wyprawy prom Endeavour połączył się z rosyjską stacją kosmiczną Mir (było to ósme tego rodzaju przedsięwzięcie wykonane przez amerykański wahadłowiec). Astronauta Andy Thomas zastąpił dotychczasowego członka stałej załogi Mira – Davida Wolfa, który pracował na stacji ponad cztery miesiące. Ponadto Endeavour dostarczył na stację przeszło cztery tony wody, żywności i wyposażenia naukowego. Po blisko dziewięciu dniach lotu, 31 stycznia 1998 prom wylądował na Przylądku Canaveral.
STS-104 (Atlantis F-24)
12 lipca 2001 po raz drugi poleciał w kosmos. Był trzecim (MS-3) specjalistą misji STS-104, realizowanej przez załogę promu Atlantis. W wyprawie uczestniczyli także: Steven Lindsey (dowódca misji), Charles Hobaugh (pilot wahadłowca), Michael Gernhardt (specjalista misji – MS-1) i Janet Kavandi (MS-2). Był to dziesiąty lot wahadłowca na Międzynarodową Stację Kosmiczną z tzw. misją montażową (ISS 7A). Podczas wyprawy załoga promu pracowała wspólnie z członkami stałej obsady ISS. Wraz z Gernhardtem trzykrotnie wychodził na zewnątrz stacji kosmicznej, dokonując prac montażowych: 15 lipca przez blisko sześć godzin astronauci instalowali na bocznym węźle cumowniczym modułu Unity ważącą 6,5 tony śluzę powietrzną Quest, 18 lipca wyposażyli moduł w trzy zbiorniki z powietrzem oraz sprawdzili ich szczelność, zaś 21 lipca podłączyli czwarty zbiornik z powietrzem i dokonali przeglądu mechanizmu rozkładania baterii słonecznych – wtedy też po raz pierwszy do wyjścia w otwartą przestrzeń kosmiczną została użyta śluza Quest. Ich spacery kosmiczne trwały łącznie 16,5 godziny. Podczas realizacji planu zadań doszło do kilku awarii (m.in. twardego dysku komputera, wykryto także nieszczelność połączenia stacji z komponentem Quest), wskutek których kierownictwo lotu podjęło decyzję o jego przedłużeniu o jeden dzień, pragnąc w pełni zrealizować program misji. Następnie doszło do ponownego wydłużenia wyprawy, tym razem z powodu złych warunków atmosferycznych panujących na półwyspie Floryda. Ostatecznie prom wylądował w KSC 25 lipca 2001.

## Odznaczenia i nagrody
- Antarctica Service Medal (1978)
- NASA Space Flight Medal (1998, 2001, 2007)
- 7. Honorowy Szeryf Federalny (US Marshal) (2001)
- Universal Astronaut Insignia za lot orbitalny (nr 370) – Stowarzyszenie Uczestników Lotów Kosmicznych (Association of Space Explorers(inne języki))[1]

## Wykaz lotów
| Loty kosmiczne, w których uczestniczył James F. Reilly II                | Loty kosmiczne, w których uczestniczył James F. Reilly II | Loty kosmiczne, w których uczestniczył James F. Reilly II | Loty kosmiczne, w których uczestniczył James F. Reilly II | Loty kosmiczne, w których uczestniczył James F. Reilly II | Loty kosmiczne, w których uczestniczył James F. Reilly II | Loty kosmiczne, w których uczestniczył James F. Reilly II |
| Nr                                                                       | Data startu                                               | Data lądowania                                            | Statek kosmiczny                                          | Funkcja                                                   | Czas trwania                                              |                                                           |
| ------------------------------------------------------------------------ | --------------------------------------------------------- | --------------------------------------------------------- | --------------------------------------------------------- | --------------------------------------------------------- | --------------------------------------------------------- | --------------------------------------------------------- |
| 1                                                                        | 23 stycznia 1998                                          | 31 stycznia 1998                                          | STS-89 Endeavour F-12                                     | Specjalista misji (MS-1)                                  | 8 dni 19 godzin 46 minut i 55 sekund                      |                                                           |
| 2                                                                        | 12 lipca 2001                                             | 25 lipca 2001                                             | STS-104 Atlantis F-24                                     | Specjalista misji (MS-3)                                  | 12 dni 18 godzin 34 minuty i 56 sekund                    |                                                           |
| 3                                                                        | 8 czerwca 2007                                            | 22 czerwca 2007                                           | STS-117 Atlantis F-28                                     | Specjalista misji (MS-1)                                  | 13 dni 20 godzin 11 minut i 34 sekundy                    |                                                           |
| Łączny czas spędzony w kosmosie — 35 dni 10 godzin 33 minuty i 25 sekund |                                                           |                                                           |                                                           |                                                           |                                                           |                                                           |